# Rhomboidella prideauxi
Rhomboidella prideauxi is een tweekleppigensoort uit de familie van de Mytilidae. De wetenschappelijke naam van de soort is voor het eerst geldig gepubliceerd in 1815 door Leach.
Modiolus:
adriaticus · 
barbatus · 
modiolus · 
Musculus:
costulatus · 
discors · 
niger · 
subpictus

Mytilaster:
lineatus · 
minimus · 
Mytilus: 
†antiquorum · 
edulis · 
galloprovincialis · 
trossulus

Overig: 
†Arcoperna sericea · 
Crenella decussata · 
Dacrydium · 
Modiolula phaseolina · 
Perna woodi · 
†Rhomboidella prideauxi